# Johann Rudolf Neuhaus
Johann Rudolf Neuhaus (* 5. Dezember 1767 in Biel, heimatberechtigt ebenda; † 27. Februar 1846 ebenda) war ein Schweizer Grossrat und Unternehmer. Er zählt zu den «bedeutendsten Industriepionieren» seiner Heimatstadt.

## Leben
Johann Rudolf Neuhaus war der Sohn des gleichnamigen Hauptmanns und Eisenhändlers und der Susanna Magdalena Watt. Er heiratete 1791 Sophie, Tochter des François Verdan. Ein Sohn und drei Töchter erreichten das Heiratsalter.
Nach einer kaufmännischen Lehre gründete Neuhaus 1787 die Handelsgesellschaft Neuhaus & Köhli, Aix, Marseille et Bienne, die Kontore in Aix-en-Provence, Marseille und Biel unterhielt. Nach der Französischen Revolution 1789 musste er die Firma auflösen und kehrte in seine Heimatstadt zurück. Als Teilhaber bewahrte er die Indiennemanufaktur seines Schwiegervaters vor dem Konkurs und brachte sie zur Blüte. Sein Versuch 1794 Käse zu exportieren blieb dagegen erfolglos. Im Jahr 1823 gründete Neuhaus die Ersparniskasse Biel und im folgenden Jahr mit seinem Schwager Johann Peter Huber die Baumwollspinnerei Neuhaus, Boch & Cie. auf dem ehemaligen Gurzelengut in Biel. Zuvor trat er aus der Indiennemanufaktur aus.
Für die Stadt Biel übernahm Neuhaus diplomatische Missionen. Im Jahr 1797 wurde er in den Grossen Rat gewählt. Als Mitglied der Provisorischen Regierung und Präsident der Finanzkommission wirkte er 1813. Drei Jahre später war er mit Georg Friedrich Heilmann der erste Bieler Vertreter im Grossen Rat des Kantons Bern, dem er bis 1826 angehörte. In seiner Heimatstadt erwarb er 1817 und 1834 Verdienste durch die Errichtung des Gymnasiums sowie der burgerlichen Waisenhausanstalt Berghaus. Vorschläge zur Verbesserung der städtischen Schulen reichte er 1828 ein. Bis zu seinem Tod leitete er die Spinnerei und veranstaltete musikalische Abende in seiner Villa «Rockhall».
Johann Rudolf Neuhaus starb am 27. Februar 1846 in Biel.
Neuhaus verfasste die Autobiografie Griffonage d’un cy devant jeune Homme. Souvenirs d’un jeune Homme de 78 ans.

## Belege und Anmerkungen
1. ↑  1973 erstmals veröffentlicht.

| Personendaten    | Personendaten                      |
| ---------------- | ---------------------------------- |
| NAME             | Neuhaus, Johann Rudolf             |
| ALTERNATIVNAMEN  | Neuhaus, Rudolf (Rufname)          |
| KURZBESCHREIBUNG | Schweizer Grossrat und Unternehmer |
| GEBURTSDATUM     | 5. Dezember 1767                   |
| GEBURTSORT       | Biel, Schweiz                      |
| STERBEDATUM      | 27. Februar 1846                   |
| STERBEORT        | Biel, Schweiz                      |